# Каликино (Великоустюгский район)
Каликино — деревня в Великоустюгском округе Вологодской области.
Входила в состав упразднённого Трегубовского сельского поселения, с точки зрения административно-территориального деления — в Трегубовский сельсовет.
Расстояние по автодороге до окружного центра Великого Устюга — 12,5 км, до территориального отдела в Морозовице — 6,9 км. Ближайшие населённые пункты — Пестово, Барсуково, Заозерье, Ивашево, Белозерово.
По переписи 2002 года население — 22 человека (9 мужчин, 13 женщин).  Преобладающая национальность — русские (91 %). Численность фактически проживающего населения на 2023 год — 52 человека.
В деревне оборудован родник с водой; здесь находится турбаза Каликина гора.

## Люди, связанные с деревней
- Копылов, Василий Иванович (1905, деревня Каликино — 1945) — участник Великой Отечественной войны, Герой Советского Союза. При въезде в деревню Василию Ивановичу Копылову установлен памятник.